# 한국애견연맹
한국애견연맹(韓國愛犬聯盟, Korea Kennel Federation, KKF)은 개의 종족보존 및 보급, 올바른 애견방법의 교육및 홍보, 동물보호정신의 앙양을 목적으로 1956년 4월 15일 대한민국 농림수산식품부로부터 인가받은 사단법인이다. 사무실은 서울 도봉구 도봉로169나길 6 KKF빌딩에 있다.

## 주요 사업
- 세계애견연맹(FCI)의 국내 유일 정회원 애견 단체. (전 세계 91개 회원국 1국가 1단체)
- 순수 견종 보존을 위한 애견 혈통 발행 및 해외 협력 단체와의 혈통 교류 (FCI 국제공인 혈통서 발급, 국내 유일 미국 AKC(아메리칸켄넬클럽), 영국 KC(켄넬클럽)과 상호 협약 단체.)
- 순수 혈통 보존 및 애견 문화 창달을 위한 전람회 개최
- 애견을 위한 사회공헌 및 공익활동 (애견에티켓 홍보 캠페인 등)
- 동물보호 정신의 앙양 (유기견 방지 서명운동)
- 애견에 관한 학술연구 (전문 교재 출판 및 세미나 개최)
- 애견전문인력(심사위원, 애견미용사, 애견훈련사, 애견핸들러, 도그쇼/애견미용/훈련/핸들러/어질리티 심사위원 등)양성,
- 전문 자격증 발급 (민간자격 등록: 애견미용사 사범/ 교사/1급/2급/3급, 애견훈련사 사범/1급/2급/3급, 애견핸들러 사범/교사/1급/2급/3급, 심사위원등)